# Bele Vode (Serbia)
Bele Vode (cyr. Беле Воде) – wieś w Serbii, w okręgu raskim, w mieście Novi Pazar. W 2011 roku liczyła 893 mieszkańców.